# Jeremy Steig
Jeremy Steig (23 de septiembre de 1942 en Greenwich Village, Nueva York-Yokohama, Kanagawa, 13 de abril de 2016) fue un flautista de jazz estadounidense.

## Biografía

### Vida personal
Es hijo del historietista William Steig y de Elizabeth Mead Steig, directora del departamento de la Facultad de Bellas Artes de Lesley., y sobrino por parte materna de la antropóloga Margaret Mead y el actor cómico Leo Rosten además de ser primo de Mary Catherine Bateson.
A los 19 años sufrió un accidente con su moto quedando paralizado por un costado. Durante algunos años tuvo que tocar la flauta con la ayuda de una boquilla adaptada.
El 13 de abril de 2016 fallece a causa de un cáncer mientras se encontraba en Yokohama, Japón.

### Carrera musical
Su andadura musical dio comienzo en los años 60 colaborando con Bill Evans y Denny Zeitlin en varios álbumes de jazz. A finales de los 60 y comienzos de los 70 empezó a ser reconocido como un pionero de la fusión musical del rock y el jazz. Aquellos años compartió escenario con músicos como Warren Bernhardt, Eddie Gómez y Adrian Guillary. 
En 2010 hizo un cameo en Shrek Forever After, película basada en la obra literaria de su padre y donde dio vida al Flautista de Hamelín a pesar de ser un personaje mudo, puesto que se comunicaba con una flauta.

## Discografía
- 1963: Flute Fever (Columbia Records; con Denny Zeitlin)
- 1968: Jeremy & The Satyrs (Reprise/Warner Bros. Records)
- 1969: What’s New (Verve Records; con Bill Evans Trio)
- 1969: Jazz Wave, Ltd. - On Tour [live] (Blue Note Records; various artists) 2LP
- 1969: This Is Jeremy Steig (Solid State Records)
- 1970: Legwork (Solid State)
- 1970: Wayfaring Stranger (Blue Note)
- 1970: Energy (Capitol Records; con Jan Hammer, Eddie Gómez, Gene Perla, Don Alias) note: re-released wholly or partially on CD as Fusion and Something Else, con different combinations of extra tracks.
- 1971: An Open Heart - Warriors Of The Rainbow (Akashic Records; con Fantazzi & Friends) note: a limited edition-private pressing release.
- 1971: Portrait (United Artists Records) 2LP compilation of albums: This Is Jeremy Steig, Legwork and Wayfaring Stranger.
- 1972: Fusion (Groove Merchant Records) 2LP; reissue of Energy, con second album (=7 tracks) of previously unreleased material.
- 1973: Mama Kuku [live] (MPS/BASF Records; con Association P.C.)
- 1974: Flute Summit - Jamming At Donaueschingen Music Festival (Atlantic Records; con James Moody, Sahib Shihab, Chris Hinze)
- 1974: Monium (Columbia)
- 1975: Temple Of Birth (Columbia)
- 1976: Leaving (Trio Records [Japanese import]; later issued on Storyville Records; con Richard Beirach)
- 1976: Outlaws [live] (Inner City Records; later issued on Enja Records; con Eddie Gómez)
- 1977: Firefly (CTI Records)
- 1978: Lend Me Your Ears (CMP [Creative Music Productions] Records; con Eddie Gómez, Joe Chambers)
- 1979: Music For Flute & Double-Bass (CMP; con Eddie Gómez)
- 1980: Rain Forest (CMP; con Eddie Gómez)
- 1987: Something Else (Denon Records [Japanese import]) Reedición de Energy, bonus tracks.
- 1992: Jigsaw (Triloka Records)
- 2002: What's New at F (Tokuma Records [Japanese import]; con Eddie Gómez Quartet)
- 2003: Jam (Steig-Gomez Records; con Eddie Gómez)
- 2004: Improvised (Moonbeams Records)
- 2005: Flute On The Edge (Steig Music Company)
- 2007: Pterodactyl (Steig Music Company)
- 2008: Howlin' For Judy (Blue Note; "Rare Grooves" series) CD compilation of albums: Legwork y Wayfaring Stranger.